# Свистун (сериал)
«Свистун» (англ. The Whistler) — общее название родственных между собой сериалов-антологий на радио и телевидении, а также серии кинофильмов, объединённых таинственным рассказчиком, именуемым «Свистун», которые выходили в США в период с 1942 по 1955 год.
Радиосериал «Свистун» выходил в эфир с 1942 по 1955 год в региональной радиосети CBS Radio на Западном побережье США. Всего вышло 692 эпизода этого сериала. В 1946 году шоу также транслировалось в Чикаго и на Радио Вооружённых сил (Armed Forces Radio) и в течение 3 месяцев на Восточном побережье. В период с 26 марта 1947 года до 29 сентября 1948 года шоу вновь выходило на Восточном побережье.
В 1944—1948 годах на основе радиошоу компания Columbia Pictures выпустила серию из восьми фильмов нуар. В 1954—1955 годах телекомпания CBS Films произвела телесериал, состоящий из 39 эпизодов.
Все три сериала были антологиями, составленными из не связанных между собой историй, которые объединялись фигурой рассказчика, таинственного Свистуна, который также открывал и закрывал повествование. В большинстве случаев истории носили криминальный характер, подчёркивали роковой характер событий и имели неожиданный финал.

## Радиосериал
В 1942 году в эфир региональной сети CBS на Западном побережье США впервые вышел радиосериал «Свистун».
Каждый эпизод сериала открывался звуком шагов человека, насвистывающего запоминающуюся мелодию, который затем произносил следующие слова: «Я… Свистун, и я знаю многое, потому что гуляю по ночам. Я знаю много странных историй, много тайн, скрытых в сердцах мужчин и женщин, которые ушли в тень. Да… я знаю безымянные ужасы, о которых они не отваживаются заговорить!». Вступительную мелодию написал композитор Уилбур Хэтч (англ. Wilbur Hatch) и его насвистывала Дороти Робертс (англ.  Dorothy Roberts) в сопровождении оркестра.
Персонаж, известный только как Свистун, был ведущим и рассказчиком историй, в центре которых были преступление и роковые обстоятельства. Свистун часто непосредственно комментировал действие с позиции всевидящего человека, иногда насмехаясь над персонажами, иногда поддразнивая их, вне зависимости от того, виновны они или нет. Каждый эпизод выстраивался по формуле, в которой преступные деяния человека обычно раскрывались либо по упущенной, но важной детали, либо по собственной глупости преступника. Неожиданный финал, часто мрачный, был ключевой особенностью каждого эпизода. Но в редких случаях поворот сюжета приводил к тому, что история заканчивалась счастливо для главного героя.
В течение первых двух лет продюсером и основным сценаристом сериала был Джон Дональд Уилсон (англ. John Donald Wilson). В 1944 году ему на смену пришёл продюсер и режиссёр Джордж Аллен (англ.  George Allen). В качестве режиссёров выступали также Стерлинг Трейси и Шерман Маркс, а сценарии писали Джоэл Мэлоун и Гарольд Суонтон. Главную роль Свистуна дольше всех играл опытный радиоактёр Билл Форман. В разное время голосом Свистуна были также Гейл Гордон, Джозеф Кернс, Марвин Миллер и Билл Джонстон. В сериале были задействованы такие актёры, как Бетти Лу Герсон, Ханс Конрид, Джозеф Кирнс, Кэти Льюис, Эллиотт Льюис, Джеральд Мор, Ларин Таттл и Джэк Уэбб.
Главным спонсором сериала была нефтяная компания Signal Oil, которая работала только на Западном побережье, и потому не стремилась сделать шоу общенациональным. Радиосериал «Свистун» транслировался по всей стране лишь в течение двух коротких периодов. Сначала это было в летний сезон 1946 года, а затем ещё раз на Восточном побережье в течение примерно 18 месяцев, начиная с марта 1947 года. В 1946 году в Чикаго выходила собственная версия «Свистуна» с местными актерами (включая Эверетта Кларка в роли Свистуна), которая транслировалась по воскресеньям на местной станции WBBM, её спонсором была пивоваренная компания Meister Brau.
Всего вплоть до 1954 года вышло 692 30-минутных эпизода этого сериала, из которых, по некоторым данным, сохранилось около 500.

## Серия кинофильмов
В период с 1944 по 1948 год в рамках киноцикла «Свистун» студия Columbia Pictures выпустила восемь фильмов нуар продолжительностью около 60 минут каждый. Во всех фильмах сериала текст от лица Свистуна произносит Отто Форрест, актёр, который позже появился в фильмах «Сабрина» (1954) и «Вокруг света за 80 дней» (1956). Ни в одной из 13 своих картин Форрест так и не был упомянут в титрах.

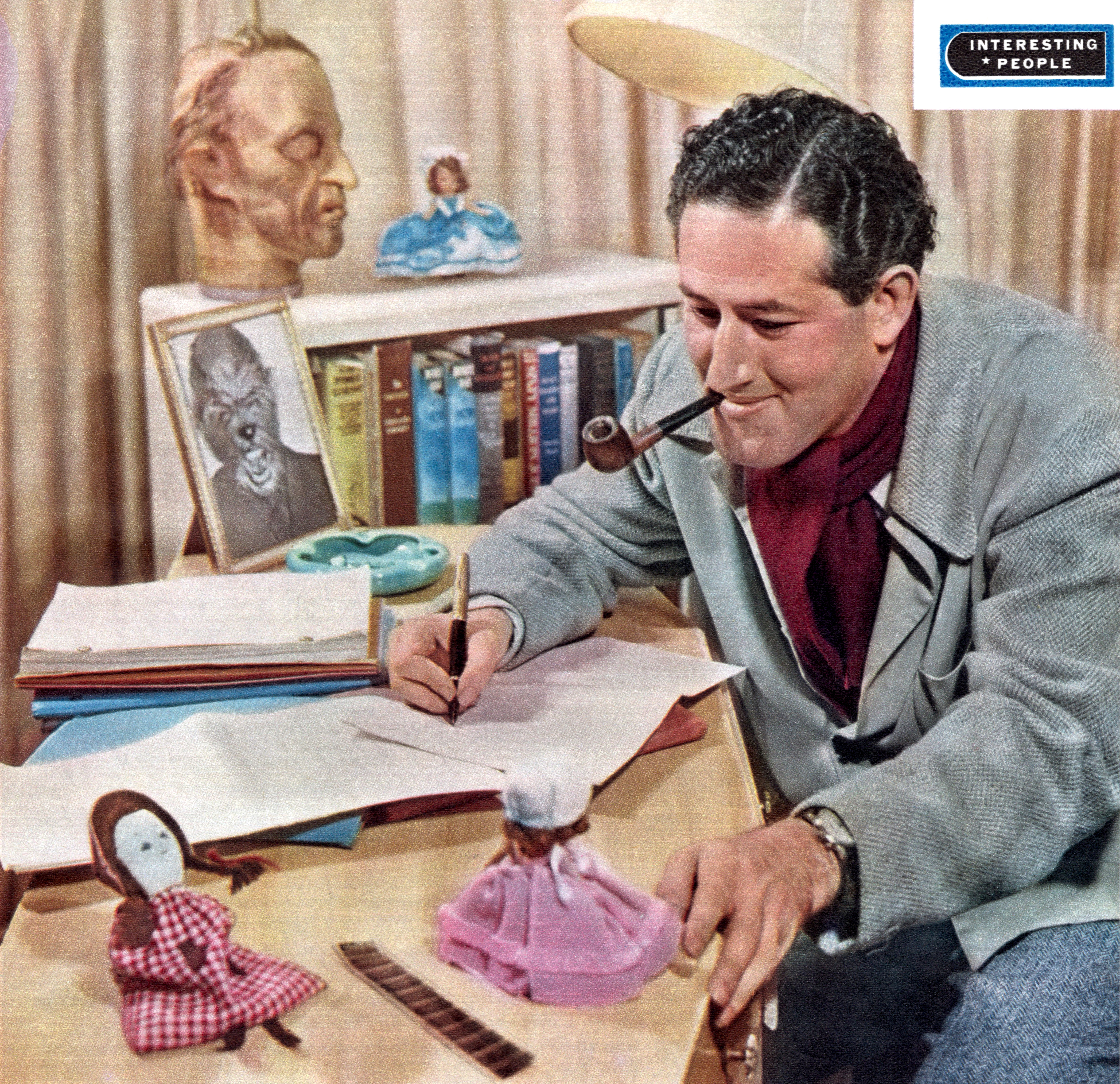
Режиссёр Уильям Касл поставил четыре фильма цикла «Свистун»

Первый фильм цикла так и называется «Свистун» (1944), его съёмки проходили с 21 января по 7 февраля 1944 года, а на экраны в США он вышел 30 марта 1944 года. В основу сценария фильма был положен сюжет одного из эпизодов радиосериала, написанный его постоянным сценаристом Дж. Дональдом Уилсоном. Для постановки фильма глава студии Columbia Гарри Кон пригласил молодого режиссёра Уильяма Касла, который поставил в общей сложности четыре фильма о Свистуне, а позднее прославился постановкой необычных фильмов ужасов, таких как «Дом ночных призраков» (1959), «13 призраков» (1960) и «Мистер Сардоникус» (1961). Фильм рассказывает историю успешного бизнесмена Эрла Конрада (Ричард Дикс), который, узнав о смерти своей жены, в состоянии глубокой подавленности нанимает киллера (Дж. Кэрролл Нэш), чтобы тот убил его. Когда же выясняется, что жена жива и находится в японском плену, Эрл пытается отменить заказ, однако киллер полон решимости выполнить контракт. В этом фильме есть эпизод, где не только зрители, но и персонажи слышат насвистывание Свистуна. Это единственный подобный эпизод во всём киносериале, в других фильмах Свистун выступает исключительно как закадровый рассказчик, и действующие лица никогда не видят и не слышат Свистуна. Критика положительно оценила картину. Один из них, в частности, написал: «Это напряженный маленький фильм категории В один из лучших у Касла. Дикс великолепен в роли человека, которого терроризируют и который не может ничего сделать, чтобы остановить это. Производственные показатели, учитывая, что фильм был снят с бюджетом менее 75 000 долларов, превосходны». По мнению историка кино Рона Беккера, «фильм хорошо срежиссирован… Несмотря на то, что фильм всегда интересен, местами он теряет остроту из-за причудливых отклонений от основной истории». Хотя к финалу саспенс ощутимо нарастает, тем не менее история заканчивается внезапно и без каких-либо сюрпризов. Беккер полагает, что «концепция истории была хороша, но в сценарии было недостаточно мяса, чтобы заполнить часовой фильм». Этот материал гораздо лучше подошёл бы для получасового радиошоу или получасовой телевизионной программы «Альфред Хичкок представляет».

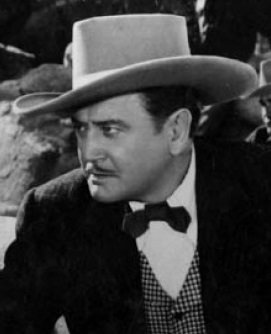
Актёр Ричард Дикс сыграл главные роли в семи из восьми фильмов цикла «Свистун»

Второй фильм цикла «Метка Свистуна» (1944) снимался в июле-августе и вышел на экраны 9 октября 1944 года. Режиссёром фильма вновь был Касл, а главную роль сыграл Дикс. В основу фильма положен рассказ Корнелла Вулрича «Дремлющий счёт» (1942), в который сценаристы внесли незначительные изменения. В этом фильме некто Ли Селфридж Ньюджент (Дикс), выдав себя за владельца невостребованного банковского счета, снимает в банке крупную сумму денег. Однако это приводит к тому, что на него начинают охоту двое жаждущих мести жестоких мужчин, принявших его за истинного владельца счёта. Блоттнер написал, что это «ещё один хороший фильм сериала, в котором режиссёр Касл прекрасно выстраивает саспенс, Дикс хорош в главной роли, а Джон Калверт по-настоящему зловещ. Оператор Джордж Михан отлично поработал с камерой, особенно в „сцене в темноте“ с участием Дикса и Пола Гилфойла». Как полагает Беккер, «несмотря на многочисленные совпадения в сюжете, фильм всегда интересен и, возможно, что более важно, всегда удивителен». Это фильм для тех фанатов, которые любят детективные фильмы.

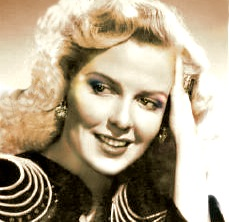
Актриса Дженис Картер сыграла главные роли в двух фильмах цикла «Свистун»

Фильм «Сила Свистуна» (1945), поставленный по оригинальному сценарию Обри Висберга (англ. Aubrey Wisberg), находился в производстве в декабре 1944 года и вышел на экраны в апреле 1945 года. Режиссёром фильма на этот раз выступил Лью Лэндерс, а главные роли, как и в предыдущей картине, исполнили Ричард Дикс и Дженис Картер. По сюжету картины некто Уильям Эверест (Дикс) после сильного удара от столкновения с автомобилем теряет память, и добросердечная женщина Джин Лэнг (Картер) решает помочь ему установить его личность. Постепенно некоторые неожиданные поступки Уильяма и возвращающаяся память указывают на то, что он смертельно опасный психопат. Когда это окончательно понимает и Джин, она оказывается вместе с Уильямом в уединённом заброшенном сарае. Историки кино Джей Роберт Неш и Стэнли Ральф Росс в своей книге 1985 года «Гид по кинофильмам» (англ. Motion Picture Guide) назвали фильм «леденящей душу историей в жанре саспенса», где «Диксу досталась сложная роль, с которой он не в состоянии справиться», а Блоттнер, со своей стороны написал, что «история хорошо развивается и приводит к мучительному напряженному финалу. Дикс умело играет маньяка-убийцу, Дженис Картер также превосходна». Беккер отметил, что «это интригующая история об амнезии и психическом заболевании, дополненная отличной игрой Дикса». По мнению киноведа, «именно игра Дикса делает фильм успешным. Эта история раскрыла его актёрские способности так, как не раскрыл ни один другой фильм серии, и Дикс справился с задачей. Это, вероятно, его лучшая игра в сериале».

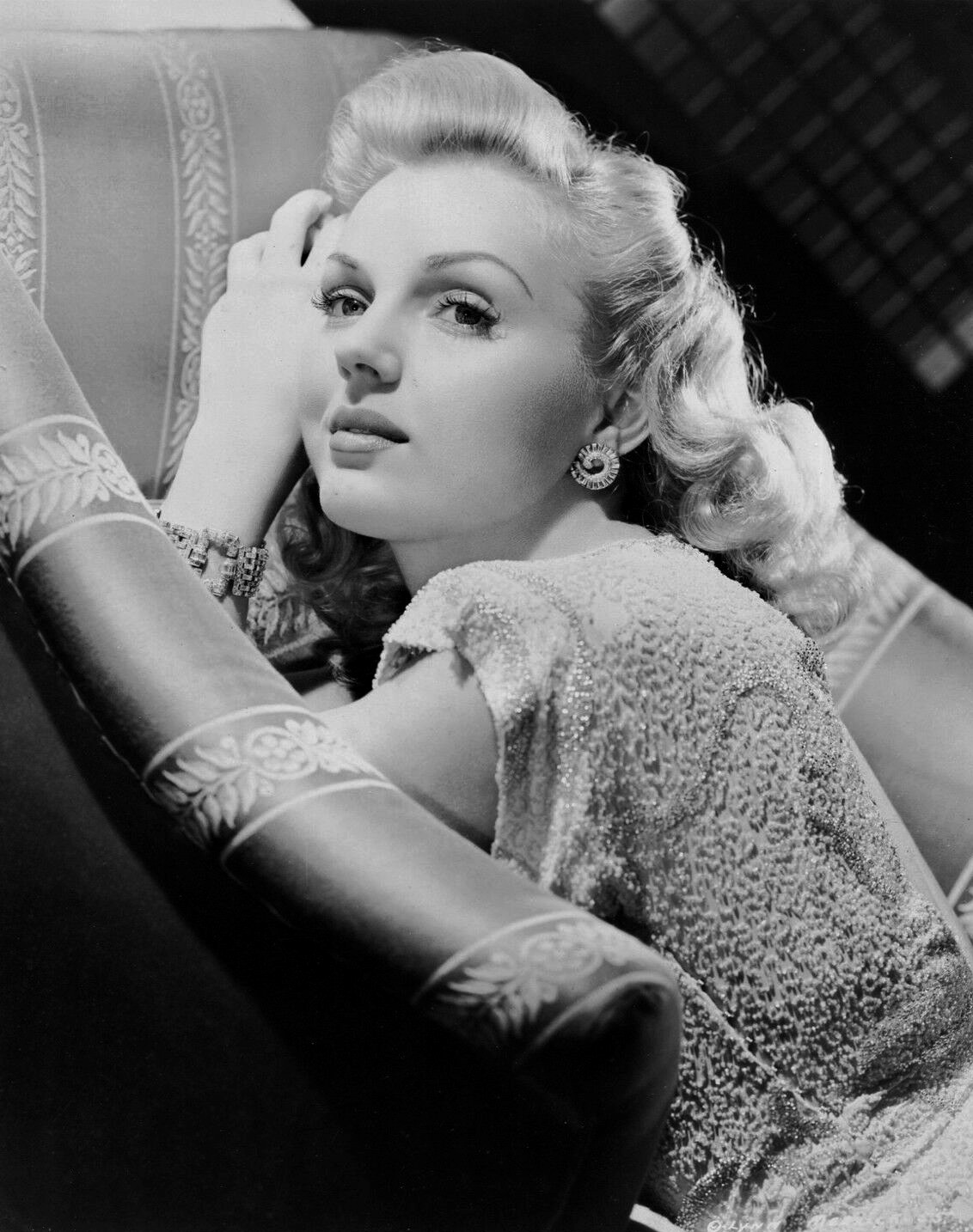
Актриса Линн Меррик сыграла главную женскую роль в фильме «Голос Свистуна» (1945)

Четвёртый фильм цикла «Голос Свистуна» (1945) снимался в июле-августе 1945 года и вышел на экраны в октябре 1945 года. Фильм поставлен по оригинальному сценарию, режиссёром в третий раз в цикле стал Касл, а главные роли исполнили Дикс и Линн Меррик. Фильм рассказывает о богатом финансисте Джоне Синклере (Дикс), который, узнав о серьёзных проблемах со здоровьем, оставляет работу и уезжает на отделённый маяк, где его единственной напарницей становится медсестра Джоан Мартин (Меррик). Джон просит Джоан выйти за него замуж, и она, полагая, что брак будет недолгим и скоро она унаследует состояние Джона, принимает его предложение, чтобы затем выйти замуж за своего возлюбленного Фрэда Грэма (Джеймс Кардуэлл), которого тайно приглашает на маяк. Вскоре Фрэд решает убить Джона, однако тот, предвидя такой поворот, устраивает ловушку, убивая любовника жены, за что его ловят и казнят. В итоге Джоан наследует деньги Джона, но судьба обрекает её на жизнь в одиночестве на маяке. Нэш и Росс посчитали, что «несмотря на хорошую идею и надлежащую атмосферу, история не очень эффективно перенесена на экран, затягивая сюжет». Блоттнер отметил, что «хотя фильм и не такой напряженный, как предыдущие работы цикла, он сделан очень хорошо». По мнению Беккера, «это один из самых слабых фильмов цикла, главным образом из-за его несфокусированного и неубедительного сюжета».
Очередной фильм сериала «Таинственная гостья» (1946) находился в производстве в декабре 1945 года и вышел на экраны в апреле 1946 года. Фильм вновь поставил Касл (это его четвёртая и последняя картина цикла) по оригинальному сценарию Эрика Тейлора, главную роль, как и во всех предыдущих фильмах, сыграл Дикс. Речь в фильме идёт о поисках музыкальной записи стоимостью несколько сотен тысяч долларов, за которой охотятся, каждый преследуя свои цели, наследница, нечистоплотный частный детектив (Дикс) и группа преступников. В итоге все преступники погибают в перестрелке, а запись разбивает пуля. Как отметили Нэш и Росс, «несмотря на рутинный сюжет, это хорошо развивающийся фильм с несколькими хорошими моментами саспенса. Интересная операторская работа и тщательно проработанный сценарий делают его отличной картиной категории В». По мнению Блоттнера, это «прекрасный детектив и фильм нуар. Дикс в роли частного детектива, действующего на грани закона, великолепен». У картины «прекрасный актёрский состав второго плана, а режиссура Касла и операторская работа Филлипа Таннуры дополняют первоклассную историю Эрика Тейлора». Как заметил Беккер, «в большинстве фильмов цикла есть элементы нуара, но это настоящий фильм нуар». Он содержит типичные для нуара элементы, такие как «частный детектив сомнительной честности и блондинка, которая может быть честной, а может быть и настоящей роковой женщиной. Действие происходит в тени, персонажи входят и выходят из темноты, и действительно, большая часть сюжета снята ночью или в неосвещенных частях зданий. Эти элементы, плюс сюжет, который всегда заставляет зрителя гадать, делают этот фильм одним из лучших фильмов цикла». Как написал историк кино Грег Феррара, в этой «нуарной истории о жадности, обмане и убийствах» Свистун (в роли ведущего) вновь «показывает зрителю изнанку общества». По мнению критика, «это плотная, насыщенная саспенсом картина — не только лучшая в этом сериале у Касла, но и, возможно, лучшая» среди всех входящих в сериал фильмов.

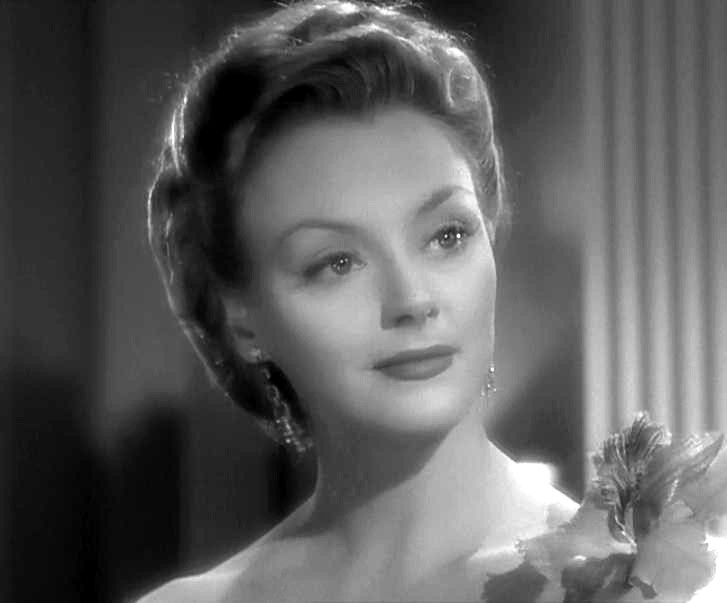
Актриса Лесли Брукс сыграла главную женскую роль в фильме «Секрет Свистуна» (1946)

Режиссёром шестого фильма «Секрет Свистуна» (1946) стал Джордж Шерман. Фильм снимался в июле-августе 1946 года и вышел на экраны 7 ноября 1946 года. Оригинальный сценарий написали голливудские авторы Ричард Х. Ландау (англ. Richard H. Landau) и Рэймонд Л. Шрок (англ. Raymond L. Schrock), главные роли исполнили Дикс и Лесли Брукс. Фильм рассказывает о бездарном художнике Ральфе Харрисоне (Дикс), который живёт за счёт своей богатой жены Эдит, у которой больное сердце. Ральф решает расстаться с женой ради красивой модели Кей Моррелл (Брукс), но когда жена узнаёт об этом и угрожает лишить его наследства, Ральф незаметно добавляет яд в её лекарство. После смерти жены Ральф женится на Кей, которая через некоторое время догадывается о том, как умерла Эдит, и связывается с полицией. Подслушав её звонок, Ральф в припадке ярости душит Кей, после чего прибывшие полицейские убивают его. Лишь после этого выясняется, что Эдит умерла естественной смертью, а не от яда. Кинокритик Клайв Хиршхорн в своей книге «История Columbia» (1989) назвал этот фильм «одним из лучших в сериале», а Нэш и Росс отметили, что фильм «как обычно, захватывающий и хорошо сыгранный». С другой стороны, Беккер посчитал, что «эта история о супружеской неверности, убийстве и покушении на убийство — самый слабый фильм во всей серии. Ему не хватает таинственности, ещё больше не хватает саспенса» и, кроме того, он страдает от слабой игры Лесли Брукс. По мнению рецензента журнала TV Guide, это «не лучший фильм сериала», который тем не менее, «как обычно, увлекателен и хорошо сыгран актёрами». Киновед Артур Лайонс назвал картину «ещё одним отличным фильмом из цикла „Свистун“, где Дикс сыграл в сериале в предпоследний раз», а историк фильмов нуар Майкл Кини написал, что этот фильм отличает «хорошая игра Дикса и восхитительный неожиданный сюжетный поворот в финале».
Седьмой фильм цикла «Тринадцатый час» (1947) был выпущен на экраны в феврале 1947 года. Оригинальный сценарий написала группа голливудских сценаристов, а постановку осуществил Уильям Клеменс. Фильм рассказывает о добропорядочном водителе грузовика (Дикс), который попадает в автоаварию, после которой неожиданно для себя оказывается втянутым в серию преступлений, включающих угон автотранспорта, торговлю крадеными автомобилями, кражу бриллиантов и шантаж. Леонард Малтин в своей книге «Путеводитель по фильмам и видео» (англ. Movie and Video Guide) (1996) назвал картину «сильной составной частью сериала». По мнению Блоттнера, это «отличная история, в которой рок входит в жизнь Дикса в начале истории, а не в конце». По мнению Артура Лайонса, это «плотно сделанный и напряжённый фильм», а Майкл Кини пришёл к выводу, что это «довольно стандартный материал, и, к сожалению, последний фильм для Дикса», который умер в 1949 году от болезни сердца в возрасте 56 лет.

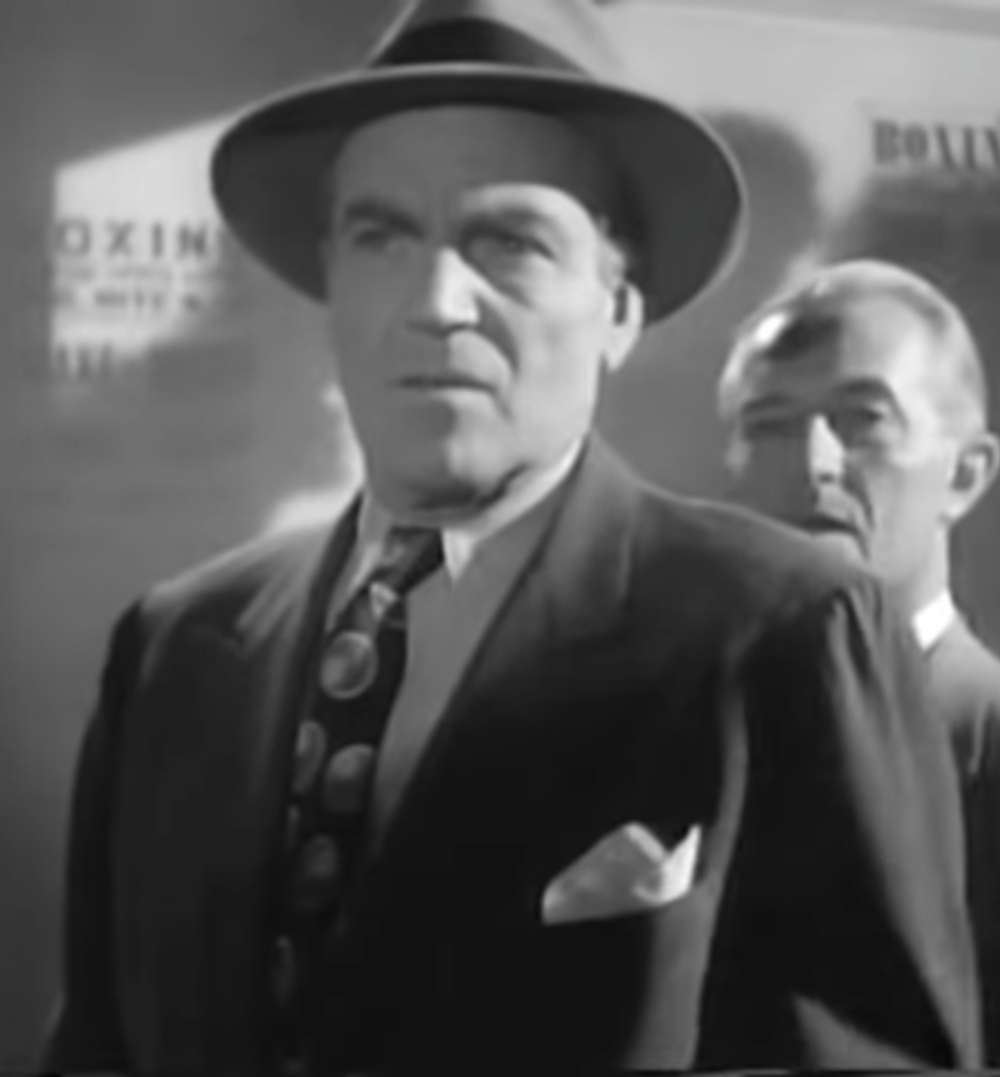
Актёр Ричард Лейн сыграл одну из главных ролей в фильме «Возвращение Свистуна» (1948)

Последний фильм цикла «Возвращение Свистуна» снимался в октябре 1947 года и вышел на экраны в марте 1948 года. В его основу положен рассказ Корнелла Вулрича «Всё сразу, без Алисы» (1940), а режиссёром был Д. Росс Ледерман. Фильм рассказывает о молодом Теде Николсе (Майкл Дуэйн), невеста которого неожиданно исчезает накануне свадьбы. Тед с помощью частного детектива (Ричард Лейн) выходит на родственников её убитого первого мужа, которые, как выясняется, похитили и спрятали девушку в психиатрической лечебнице, чтобы присвоить её наследство. В жёстком противостоянии Тед одолевает их, после чего воссоединяется со своей невестой. По мнению Нэша и Росса, «низкопробный сценарий с трудом поддерживает хоть какой-то уровень саспенса» в этом фильме, с другой стороны, журнал Variety от 3 марта 1948 года написал, что это «прекрасный детектив, который при надлежащем монтаже стал бы превосходным саспенс-триллером». Блоттнер назвал фильм «захватывающим». По его мнению, хотя в нём «не так много саспенса, как в некоторых предыдущих фильмах цикла, но история разворачивается в приятном темпе и удерживает интерес зрителя. Актёрская игра не уступает другим фильмам сериала, но Ричарда Дикса очень не хватает». Как отмечает Беккер, «это единственный фильм цикла, в котором Ричард Дикс не появился». По словам критика, «хотя Дикс был главным плюсом в этой серии фильмов, на самом деле для него не было роли в этой истории. Дикс был слишком стар, чтобы играть молодожена Теда, и если бы его взяли на роль детектива, Дикс затмил бы остальных актёров и раздул значимость роли». По мнению Беккера, это «один из лучших фильмов цикла, и если сериалу суждено было закончиться, это был хороший способ уйти».

## Телесериал
В июле 1954 года по телевидению был показан первый эпизод сериала «Свистун», после чего в сентябре 1954 года продюсерская компания Lindsley Parsons Production подписала с компанией CBS контракт на производство двадцати шести эпизодов телесериала «Свистун». В том же месяце начались съёмки сериала.
На еженедельной основе сериал транслировался с 7 октября до 30 декабря 1954 года, за этот период вышло 13 серий. К этому моменту, как сообщил журнал Billboard, у сериала возникли проблемы со стоимостью и продолжительностью съёмок. В итоге в начале января 1955 года Джоэл Мэлоун (англ. Joel Malone), которого Billboard назвал «создателем» телесериала «Свистун», основал собственную продюсерскую компанию Joel Malone Associates, которая приняла на себя обязательства Lindsley Parsons Production. Начиная с 1946 года, Мэлоун работал как сценарист и редактор эпизодов радиосериала «Свистун», написав или приняв участие в написании около двухсот сценариев. Возглавив работу над телесериалом, Мэлоун внёс изменения в методы производства. В частности, съёмки стали проходить шесть дней в неделю, исключая только воскресенье и крупные национальные праздники. В 1955 году, начиная с января по конец июня, компания Мэлоуна выпустила в эфир ещё 25 эпизодов сериала. В итоге Мэлоун выступил продюсером всех 39 эпизодов сериала, которые выходили в эфир вплоть до конца июня 1955 года. Продолжительность каждого телеэпизода, как и на радио, составляла около 30 минут.
Как отмечает телекритик Майкл Шонк, «истории были самой сильной стороной „Свистуна“». Как в радиосериале и кинофильмах цикла, сюжеты носили мрачный, роковой и часто криминальный характер, с неожиданным поворотом в финале. В работе над сценариями вместе с Мэлоуном принимали участие опытные сценаристы Гарольд Свэнтон (англ. Harold Swanton) и Эдриан Гендо (англ. Adrian Gendot). При производстве программ они зачастую использовали сюжеты одноимённого радиосериала, что позволило сократить сроки производства и снизить затраты. Тем не менее, скромный бюджет и действующие на телевидении 1950-х годов ограничения, не позволяющие демонстрировать «сцены насилия и реального ужаса, не позволили телевизионным эпизодам достичь уровня саспенса радиоверсий».
Режиссёрами большинства эпизодов были сам Мэлоун (8 эпизодов), а также Уилл Джейсон (англ.  Will Jason) (14 эпизодов) и Уильям Ф. Клакстон (англ.  William F. Claxton) (11 эпизодов).
Музыка и знаменитое вступление осталось практически таким же, как в радио- и киносериалах, включая запоминающуюся мелодию, которую написал Уилбур Хэтч и исполнила Дороти Робертс. Сам Свистун, как пишет Шонк, «по-прежнему оставался загадочным персонажем, тенью, дрейфующей по миру, наблюдая и комментируя историю и сообщая о дальнейшей судьбе персонажей». Роль Свистуна во всех эпизодах сериала сыграл Уильям Форман, который также был неизменным исполнителем этой роли в одноимённом радиосериале, начиная с 1941 года.
Как отмечает Шонк, наряду с сюжетом «важным фактором успеха как телесериала, так и радиоверсии была актёрская игра». В телесериале не было постоянных персонажей, и актёрский состав полностью подбирался заново для каждого эпизода. В трёх эпизодах сериала различные роли исполнили такие признанные актёры, как Артур Франц и Хью Сандерс, в двух — Роберт Хаттон, Чарльз Макгроу, Марта Викерс, Нэнси Гейтс, Филип Ван Зандт, Уолтер Сэнд, Роберт Остерлох, Джонатан Хейл, Джеймс Флэвин и Дуглас Кеннеди. По одному разу в сериале сыграли такие звёзды, как Лон Чейни-младший, Джон Айрленд, Одри Тоттер, Говард Дафф, Бартон Маклейн, Джесс Баркер, Маргерит Чапман, Уоллес Форд, Мэри Виндзор, Джоан Вос, Дороти Патрик, Пол Дубов, Тейлор Холмс, Джон Хойт, Перси Хелтон, Джон Дусетт, Энтони Карузо, Мэриэнн Карр, Уиллис Бучи, Пол Харви, Чарльз Мередит, Рой Энджел, Линда Стирлинг, Моррис Анкрум, Лайл Тэлбот, Джозеф Крехан, Морин О’Салливан, Кэти Даунс, Хиллари Брук и Байрон Фолджер.
Сериал начал выходить в эфир в октябре 1954 года в 28 регионах. Его спонсором была компания Signal Oil, которая была подразделением нефтяного гиганта Standard Oil на Западном побережье, другим крупным спонсором была чайная компания Lipton, однако оба спонсора были заинтересованы только в региональном вещании. Так как сериал представлял собой антологию, это увеличивало производственные расходы на каждую серию, и кроме того, он страдал от отсутствия спонсора, финансирующего общенациональное вещание, что в итоге привело к прекращению проекта в 1955 году.

## Фильмография
| Год  | Название             | Оригинальное название      | Режиссёр         | Исполнители главных ролей                  | Студия            |
| ---- | -------------------- | -------------------------- | ---------------- | ------------------------------------------ | ----------------- |
| 1944 | Свистун              | The Whistler               | Уильям Касл      | Ричард Дикс, Глория Стюарт, Дж. Кэррол Нэш | Columbia Pictures |
| 1944 | Метка Свистуна       | The Mark of the Whistler   | Уильям Касл      | Ричард Дикс, Дженис Картер                 | Columbia Pictures |
| 1945 | Сила Свистуна        | The Power of the Whistler  | Лью Лэндерс      | Ричард Дикс, Дженис Картер                 | Columbia Pictures |
| 1945 | Голос Свистуна       | Voice of the Whistler      | Уильям Касл      | Ричард Дикс, Линн Меррик                   | Columbia Pictures |
| 1945 | Таинственная гостья  | Mysterious Intruder        | Уильям Касл      | Ричард Дикс, Хелен Мауэри                  | Columbia Pictures |
| 1946 | Секрет Свистуна      | The Secret of the Whistler | Джордж Шерман    | Ричард Дикс, Лесли Брукс                   | Columbia Pictures |
| 1947 | Тринадцатый час      | The Thirteenth Hour        | Уильям Клеменс   | Ричард Дикс, Карен Морли                   | Columbia Pictures |
| 1948 | Возвращение Свистуна | The Return of the Whistler | Д. Росс Ледерман | Майкл Дуэйн, Ленор Обер, Ричард Лейн       | Columbia Pictures |